# Tipula (Lunatipula) morenae
Tipula (Lunatipula) morenae is een tweevleugelige uit de familie langpootmuggen (Tipulidae). De soort komt voor in het Palearctisch gebied.